# Wendy Doniger

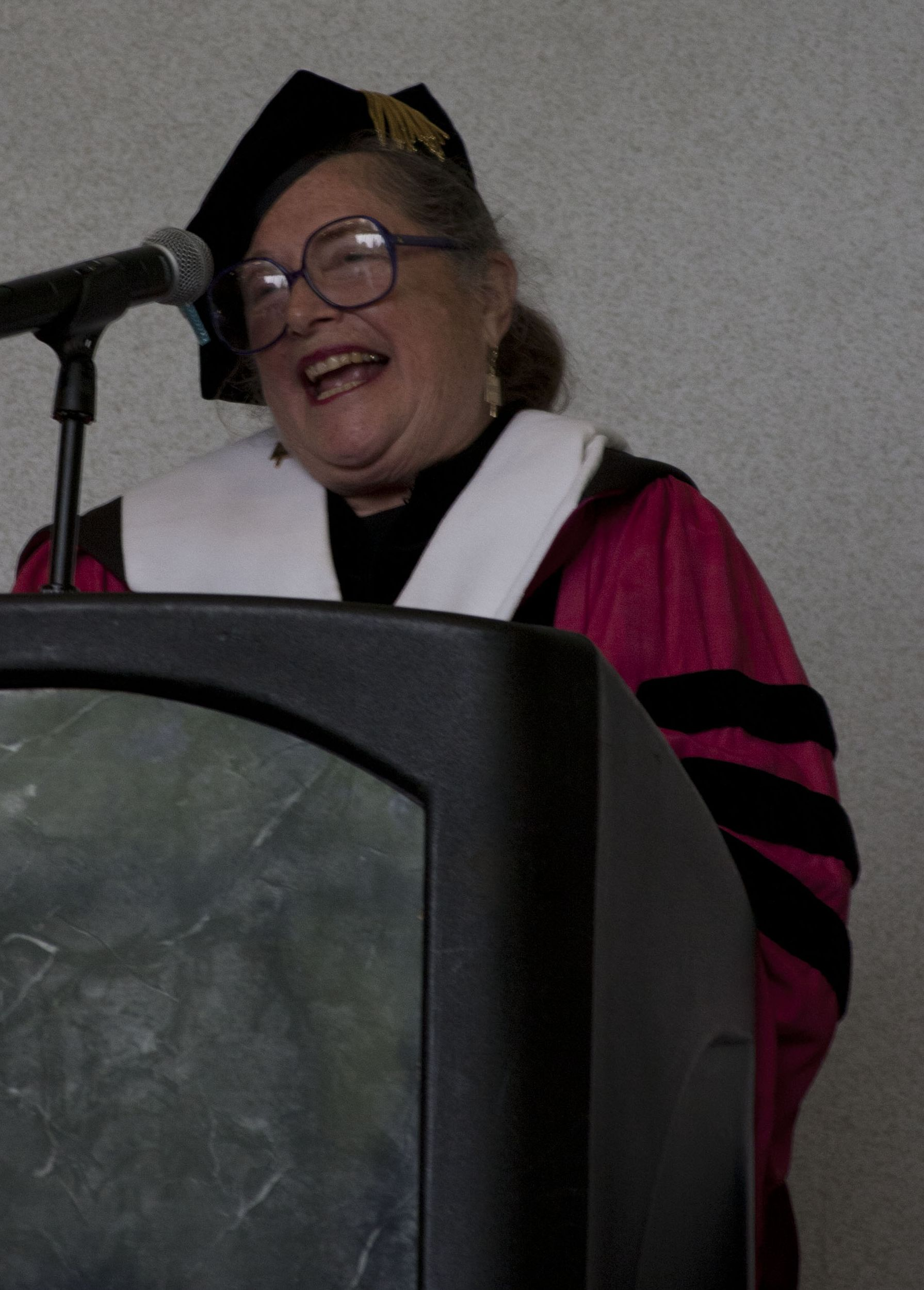
Wendy Doniger 2012

Wendy Doniger (O’Flaherty) (* 20. November 1940 in New York City) ist eine US-amerikanische Religionshistorikerin und Sanskritologin.

## Leben
Wendy Doniger stammt aus einer jüdischen Einwandererfamilie. Ihr Vater Lester L. Doniger (1909–1971) betrieb in Great Neck (New York) eine Werbefirma. Während der Schulzeit erlernte die Tochter das Tanzen bei George Balanchine und Martha Graham. Doniger studierte bis 1962 im Radcliffe College die Fächer Sanskrit und Indologie. Im Juni 1963 erwarb sie den M.A. an der Harvard Graduate School of Arts and Sciences. Von 1963 bis 1964 studierte sie als Stipendiatin in Indien. Im Juni 1968 wurde Wendy Doniger an der Harvard-Universität bei Daniel H. H. Ingalls, Sr., dem Vater von Daniel Henry Holmes Ingalls, Jr., zum ersten Mal promoviert. Ihre Dissertation verfasste sie über das Thema Askese und Sexualität in der Mythologie des Shiva.
Ihre zweite Promotion erhielt sie im Februar 1973 an der Oxford-Universität mit dem Thema Die Ursprünge der Ketzerei in der Hindu Mythologie. Ihr Betreuer war Robert Charles Zaehner. Seit 1978 lehrte Wendy Doniger an der Universität Chicago. 1989 wurde sie in die American Academy of Arts and Sciences und 1996 in die American Philosophical Society gewählt. 2015 erhielt sie den Friedrich-Weller-Preis.
Donigers Analyse der Hindus erschien im Jahr 2009 unter dem Titel The Hindus. An Alternative History. Die Publikation löste eine Kontroverse aus, weil die Autorin östliche Lebensformen mit Hilfe psychoanalytischer Kategorien untersucht hatte. Anfang 2014 ging India Penguin einen gerichtlichen Vergleich ein und verpflichtete sich darin, den Bestseller zurückzuziehen sowie die noch vorhandenen Exemplare zu vernichten.

## Mitgliedschaften
- Committee on Social Thought der Universität Chicago

## Publikationen
- R. Gordon Wasson, Wendy Doniger O’Flaherty: Soma. Divine Mushroom of Immortality., 1969.
- Wendy Doniger O’Flaherty: The Origins of Evil in Hindu Mythology. Berkeley/Los Angeles/London 1980.
- Wendy Doniger O’Flaherty: Siva. The Erotic Ascetic. Oxford University Press. 1981, ISBN 978-0-19-520250-2.
- Wendy Doniger O’Flaherty: The Rig Veda. New Delhi 1994.
- Wendy Doniger: Splitting the Difference. Gender and Myth in ancient Greece and India. University of Chicago Press, 1999, ISBN 0-226-15641-9.
- Wendy Doniger: Der Mann, der mit seiner eigenen Frau Ehebruch beging. Kommentar von Lorraine Daston. Aus dem Amerikanischen von Christa Krüger und Robin Cackett. Suhrkamp, Frankfurt am Main 1999, ISBN 3-518-12102-2.
- Wendy Doniger: The Bedtrick. Tales of Sex and Masquerade. University of Chicago Press, Chicago 2000.
- Wendy Doniger, Sudhir Kakar (Hrsg.): Kamasutra. Kommentierte Neuübersetzung aus dem Sanskrit. Oxford University Press, Oxford 2002
  - Deutsche Ausgabe: Kamasutra. Übersetzung aus dem Englischen von Robin Cackett. Wagenbach, Berlin 2004, ISBN 3-8031-3614-8.
- Wendy Doniger: The Hindus. An Alternative History. India Penguin/Viking, New Delhi 2009, ISBN 978-0-670-08354-1.